# Need for Speed Heat
Need for Speed Heat es un videojuego de carreras desarrollado por Ghost Games y publicado por Electronic Arts para Microsoft Windows, PlayStation 4 y Xbox One. Es la vigésimo cuarta entrega de la saga Need for Speed y conmemora el 25 aniversario de la serie. El juego fue revelado con un avance lanzado el 14 de agosto de 2019, seguido de un avance del juego lanzado el 20 de agosto de 2019. Su lanzamiento se produjo el 8 de noviembre de 2019.

## Jugabilidad
Need for Speed Heat es juego de carreras ambientado en un entorno mundo abierto llamado Palm City, una versión ficticia de la ciudad de Miami, Florida. A diferencia de Need for Speed Payback, Heat no incluye un ciclo de día y noche de 24 horas, sino que los jugadores pueden cambiar entre el día y la noche. Durante el día, los jugadores pueden participar en eventos de carrera sancionados, que recompensan a los jugadores con dinero en efectivo para gastar en autos nuevos y mejoras. También pueden participar en carreras callejeras ilegales en la noche, lo que les daría reputación a los jugadores. Cuanto más reputación se tenga, más agresiva será la policía durante la noche, los jugadores deben escapar de los policías y volver a su refugio antes de ser arrestados o antes de que su auto sea destruido. Cuenta con 127 autos de 33 marcas diferentes, con Ferrari regresando al juego después de estar ausente de Payback debido a problemas de licencia. A diferencia de Payback, las actualizaciones de rendimiento ya no vienen en Speedcards al azar y se desbloquean por repeticiones y carreras ganadoras. Se dice que el juego no tiene lootboxes, aunque están disponibles microtransacciones para desbloquear contenido más rápidamente, así como contenido descargable de pago.
Los modos de juego y de actividades son similares a las de su predecesor Payback. En cada evento es recomendado un nivel mínimo de rendimiento y los autos pueden ser intercambiables. Entre los modos de juego se encuentran las carreras comunes (circuito o sprint), carreras todoterreno, prueba de tiempo, prueba de velocidad y High Heat, que son carreras con persecuciones policiales (similar a los Hot Pursuit del los videojuegos Need for Speed: Hot Pursuit y Need for Speed: Rivals).
El 19 de agosto de 2019, Electronic Arts lanzó la aplicación NFS Heat Studio para dispositivos iOS y Android. Los usuarios pueden recolectar y personalizar sus autos que pueden importarse al juego principal después del lanzamiento.

## Argumento
El jugador (masculino con la voz de Andrew Lawrence y femenino con la voz de Jamie Gray Hyder) llega a Palm City para el Speedhunters Showdown, una exhibición de carreras en toda la ciudad que atrae a corredores de todo el mundo para competir en carreras legalmente autorizadas durante todo el día, pero que posee un grave problema de carreras ilegales en la calle durante toda la noche. El teniente Frank Mercer (Josh Coxx), es asignado como líder del Grupo de Trabajo de Alta Velocidad del Departamento de Policía de Palm City y anuncia su intención de perseguir y arrestar despiadadamente a todos los corredores callejeros de la ciudad.
El jugador compra un auto de carreras a Lucas Rivera (Jonny Cruz), un mecánico local y corredor callejero retirado. Rivera ayuda al jugador a ingresar a su primera carrera de Showdown y se convierte en su mecánico y mentor durante gran parte del juego. El jugador conoce a la hermana menor de Lucas, Ana Rivera (Ana Marte), miembro de la escena de carreras callejeras clandestinas de Palm City. El equipo de carreras callejeras de Ana se disolvió recientemente después de que una redada de la Fuerza de Tarea de Alta Velocidad casi mata a uno de los amigos de Ana. El jugador se une a Ana en una carrera callejera y ella les presenta a The League, un equipo exclusivo de los mejores corredores callejeros de Palm City, al que aspira unirse, y al que Lucas casi se unió hasta que su padre murió, y de repente dejó de competir. Ana y el jugador forman un nuevo equipo para escalar las filas de los corredores callejeros de Palm City y ganar un lugar en The League.
Después de ganar una carrera, Ana y el jugador se enfrentan al Oficial Shaw (Josh Collins), un miembro de la Fuerza de Tarea de Alta Velocidad de Mercer, a quien se le confiscó el Nissan 350Z 2008 de Ana. Cuando Ana llama a la ciudad por su auto más tarde, afirman no tener registro de él.
El jugador está invitado a competir contra The Dreamkillers, otro equipo que compite por la atención de The League. Después de ganar una carrera, el jugador y Ana ven el auto de la policía de Shaw en un estacionamiento, y Ana hace que el jugador se detenga para que pueda vandalizarlo. Inesperadamente, son testigos de que Shaw se encuentra con Eva Torres (Shontae Saldana), otro oficial de la Fuerza de Tarea de Alta Velocidad de Mercer. Shaw muestra a Torres bolsas de dinero en la cajuela de su Chevrolet Camaro Z28 2014, extorsionado de los corredores callejeros por orden de Mercer. Torres toma una de las bolsas, pero advierte que el creciente descaro de Shaw y Mercer está poniendo en peligro las actividades de su unidad.
Los Dreamkillers desafían a Ana y al jugador a una carrera final. Ana roba el Chevrolet Camaro SS 1967 de su padre de la tienda de Lucas para que pueda unirse. Antes de que termine la carrera son perseguidos por Shaw y la Fuerza de Tarea de Alta Velocidad. El jugador salva a Ana de Shaw volcando su auto, el impacto dispersa el dinero del baúl de Shaw en la calle, crea un espectáculo publicitado y aumenta la sospecha pública sobre las actividades de Mercer y la Fuerza de Tarea de Alta Velocidad. Cuando Ana regresa al garaje de Lucas con el Camaro de su padre gravemente dañado, los hermanos discuten acaloradamente sobre el deseo de Ana de continuar las carreras callejeras.
A Ana y al jugador se les ofrece la ubicación del auto de Ana por un informante anónimo que resulta ser Torres. Torres admite que el Grupo de Trabajo de Alta Velocidad es corrupto, pero desea que Mercer sea eliminado porque se ha vuelto demasiado imprudente. Torres proporciona información que los lleva a un almacén que actúa como una tienda de despiece ilegal, despoja a los autos incautados por la Fuerza de Tarea de Alta Velocidad o los prepara para ser enviados fuera de la ciudad. Ana se da cuenta de que su 350Z ya ha sido procesada después de encontrar su placa de matrícula.
El jugador y Ana solicitan la ayuda de The League para exponer la actividad de Mercer al bloquear un evento publicitario para el Showdown y llevar a la policía y los medios locales al almacén. En el camino, son emboscados por la Fuerza de Tarea de Alta Velocidad, y los reporteros encuentran el almacén vacío. Ana y el jugador evaden a la policía y regresan al garaje de Lucas para encontrarlo atado y torturado por Mercer, quien los mantiene a punta de pistola. Una cámara dentro de la tienda captó a Ana y la infiltración del jugador, lo que lo llevó a mover los autos. Mercer obliga al jugador y a Ana a entrar en su auto de policía con el pretexto de arrestarlos, pero resulta evidente que planea asesinarlos. Lucas, habiendo escapado de sus ataduras, los intercepta en el Camaro de su padre y embiste el auto de Mercer. Mientras Mercer está aturdido, Ana roba su computadora portátil y escapa con Lucas y el jugador. Lucas los lleva a un escondite en las afueras de la ciudad y le admite a Ana que la razón por la que dejó de correr en la calle fue porque creía que su padre tuvo un ataque cardiaco fatal después de enterarse de que lo arrestaron por correr en la calle esa misma noche.
Ana y Lucas envían archivos incriminatorios desde la computadora de Mercer a los noticieros locales, lo que demuestra su corrupción y lo obliga a esconderse. Ana y Lucas se enteran de que Mercer está preparando para que los autos robados en su poder sean enviados fuera de la ciudad antes de huir también. Como no saben qué policías son cómplices o inocentes de confabularse con Mercer, Ana y Lucas convencen a The League y a todos los otros equipos callejeros de la ciudad de que simultáneamente corran y atraigan tantos autos de policía como puedan al puerto donde se cargan los autos, mientras que los protagonistas crean una carrera callejera desde la jefatura de policía hasta el puerto de Palm City. Esto al final causa que todos los policías corruptos entendieran el plan y salieran huyendo del lugar ante el enjambre de policías honestos y corredores callejeros furiosos que exigen sus autos confiscados de regreso, ya que fueron robados por Mercer y sus subordinados. Por otro lado y mientras la policía recupera la evidencia y comienzan a buscar el rastro del teniente Mercer en el puerto, este último súbitamente intenta escapar de la escena a bordo de un BMW M3 GTR E46 2005, el cual resulta ser el auto que pertenecía a Brian, el héroe protagonista que apareció en los videojuegos Need for Speed: Most Wanted y Need for Speed: Carbon.
Rápidamente, la misma Ana y el jugador deciden perseguirlo inmediatamente antes de que huya con el auto, ya que ninguna de las unidades de la policía de Palm City tiene las modificaciones necesarias para seguir el ritmo del BMW M3 GTR E46 robado. Mientras tanto, en la radio se alcanza a escuchar como la jefatura de policía se empieza a llenar de corredores callejeros yendo a reclamar sus autos y amenazando a los policías corruptos por demandar a la ciudad por robo (ya que la incautación era entendible, pero como las llaves también les eran quitadas y jamás llegaban a los supuestos depósitos, automáticamente se entendía como un robo). Además, los miembros de The League les comunican a los protagonistas que serían aceptados en The League gracias a su hazaña. Inmediatamente, Ana y el jugador inmovilizan el auto de Mercer, dejándolo ser confrontado por Torres, quien al darse cuenta de que Torres no planea ayudarlo a escapar, Mercer amenaza con derribarla junto a él, pero ella saca su pistola en respuesta y se llega a suponer que le disparó.
Más de una semana después, Ana, Lucas y el jugador miran un informe de noticias que detalla que el cuerpo de Mercer no ha sido recuperado y se presume que está muerto. Además, Torres ha sido promovida para ocupar el lugar de Mercer como jefe de la Fuerza de Tarea de Alta Velocidad, y anuncia su compromiso de terminar las carreras callejeras en Palm City. Lucas, habiéndose reconciliado con Ana, le da las llaves del Camaro reparado de su padre. Al jugador, The League le obsequia el BMW M3 GTR E46 como regalo de agradecimiento por haber detenido a Mercer, con Lucas mencionando que ese auto es una completa leyenda en las calles que merece estar en manos de un conductor digno de su historia. Según el auto, se supone que durante los sucesos de Need for Speed: Carbon alguien le robó el BMW M3 GTR E46 al mismísimo Brian en algún lugar, para luego ser traído desde Palmont City, ya que el auto no poseía ningún dueño desde hace mucho.
Al final del juego, el jugador, Lucas y Ana (ahora miembros de The League), planean continuar compitiendo y enfrentar juntos cualquier desafío futuro.

## Lista de coches
El juego incluye más de 50 coches sin contar los incluidos en DLC's. Estos son adquiridos con dinero y a medida que el nivel de reputación aumente, el jugador tendrá acceso a más coches.
- Acura NSX (2017)
- Acura RSX-R (2004)
- Alfa Romeo Giulia Quadrifoglio (2016)
- Aston Martin DB5 (1964)
- Aston Martin DB11 (2017)
- Aston Martin DB11 Volante (2019)
- Aston Martin Vulcan (2016)
- Audi R8 V10 Performance Coupe (2019)
- Audi S5 Sportback (2017)
- BMW i8 Roadster (2018)
- BMW Z4 M40i (2019)
- BMW M4 Coupe (2018)
- BMW M2 Competition (2019)
- BMW M4 GTS (2016)
- BMW M3 GTR E46 (2005) (Need for Speed: Most Wanted 2005 Edition) (Need for Speed Heat Legends Edition)
- BMW M4 Roadster (2018)
- BMW i8 Coupe (2018)
- BMW M3 E46 (2006)
- BMW M3 Evolution II E30 (1988)
- BMW M3 E92 (2010)
- BMW M5 (2018)
- BMW X6 M (2016)
- Buick Regal GNX Grand National (1987)
- Chevrolet Corvette ZR1 (2019)
- Chevrolet Corvette Grand Sport (2017)
- Chevrolet Camaro SS (1967)
- Chevrolet Colorado ZR2 (2017)
- Chevrolet Corvette Z06 (2013)
- Chevrolet Camaro Z28 (2014)
- Chevrolet Bel Air (1955)
- Chevrolet C10 Stepside Pickup (1965)
- Dodge Challenger SRT8 (2014)
- Dodge Charger R/T (1969)
- Dodge SRT Viper GTS (2014)
- Ferrari Testarossa (1988)
- Ferrari FXX-K Evo (2018)
- Ferrari 488 Track (2019)
- Ferrari 458 Spyder (2014)
- Ferrari 458 Italia (2014)
- Ferrari F40 (1988)
- Ferrari LaFerrari (2016)
- Ford F-150 Raptor (2017)
- Ford F-150 Raptor (2017) (Need for Speed Payback Edition) (Need for Speed Heat Legends Edition)
- Ford Focus RS (2016)
- Ford Mustang GT (2015)
- Ford Mustang (1965)
- Ford Mustang Boss 302 (1969)
- Ford GT (2017)
- Ford Mustang Foxbody (1990)
- Honda S2000 (2009)
- Honda NSX Type R (1992)
- Honda Civic Type-R (2000)
- Honda Civic Type-R (2015)
- Infiniti Q60 S (2017)
- Jaguar F-Type R Roadster (2019)
- Jaguar F-Type R Coupe (2016)
- Koenigsegg Regera (2016)
- Lamborghini Countach 25th Anniversary (1989)
- Lamborghini Aventador SVJ Coupe (2019)
- Lamborghini Aventador SVJ Roadster (2019)
- Lamborghini Huracán (2018)
- Lamborghini Huracán Spyder (2018)
- Lamborghini Aventador S (2018)
- Lamborghini Aventador S Roadster (2018)
- Lamborghini Huracán Performante (2018)
- Lamborghini Huracán Performante Spyder (2018)
- Lamborghini Diablo SuperVeloce (1995)
- Lamborghini Murciélago LP 670-4 SuperVeloce (2010)
- Land Rover Defender 110 Double Cab Pickup (2015)
- Land Rover Range Sport SVR (2015)
- Lotus Exige S (2006)
- Mazda MX-5 (2015)
- Mazda MX-5 (1996)
- Mazda RX-7 Spirit R (2002)
- McLaren 600LT (2018)
- McLaren F1 (1992)
- McLaren P1 (2014)
- McLaren P1 GTR (2015)
- McLaren 570S Spyder (2018)
- Mercedes-AMG G 63 (2017)
- Mercedes-AMG C 63 Coupe (2018)
- Mercedes-AMG GT-R (2017)
- Mercedes-AMG GT-S Roadster (2019)
- Mercedes-AMG C 63 (2017)
- Mercedes-AMG GT (2015)
- Mercedes-AMG A-45 (2016)
- Mercury Cougar (1967)
- Mini Cooper Works Countryman (2017)
- Mitsubishi Lancer Evolution X (2008)
- Mitsubishi Lancer Evolution IX (2007)
- Nissan 180SX Type X (1996)
- Nissan 350Z (2008)
- Nissan 350Z (2008) (Need for Speed: Underground 2 Edition) (Need for Speed Heat Legends Edition)
- Nissan 370Z Nismo (2015)
- Nissan 370Z Heritage Edition (2019)
- Nissan GT-R Premium (2017)
- Nissan GT-R Nismo (2017)
- Nissan Skyline GT-R V-Spec (1999)
- Nissan Skyline GT-R V-Spec (1999) (Need for Speed: Underground Edition) (Need for Speed Heat Legends Edition)
- Nissan Skyline GT-R V-Spec (1993)
- Nissan Skyline 2000 GT-R (1971)
- Nissan Fairlady 240 ZG (1971)
- Nissan Silvia Spec-R Aero (2002)
- Pagani Huayra BC (2017)
- Plymouth Barracuda (1970)
- Polestar 1 (2020)
- Pontiac Firebird (1977)
- Porsche Cayman GT4 (2015)
- Porsche 911 GT2 RS (2018)
- Porsche 911 GT3 RS (2019)
- Porsche 911 Carrera S (1996)
- Porsche 911 Carrera GTS (2018)
- Porsche 911 Carrera GTS Cabriolet (2018)
- Porsche 911 Targa 4 GTS (2018)
- Porsche 911 Turbo S Exclusive Series (2018)
- Porsche 911 Turbo S Cabriolet Exclusive Series (2018)
- Porsche 911 Carrera RSR 2.8 (1973)
- Porsche 918 Spyder (2015)
- Porsche 718 Cayman GTS (2018)
- Porsche Panamera Turbo (2017)
- Subaru Impreza WRX STi (2006)
- Subaru Impreza WRX STi (2010)
- Subaru BRZ Premium (2014)
- Volkswagen Beetle (1963)
- Volkswagen Golf GTI Clubsport (2016)
- Volkswagen Golf GTI (1976)
- Volvo Amazon P130 (1970)
- Volvo 242DL (1975)

## Policía
La policía se centrará en perseguir a los corredores durante la noche; aunque puede haber persecuciones de día, sus tácticas serán limitadas. Las persecuciones policiales utilizan el sistema de niveles de presión similar a títulos anteriores. A medida que se aumenten los delitos y dure más la persecución aumentará el nivel de presión, y este se mantendrá durante la noche hasta que el corredor regrese al refugio.
- Nivel 1: se utilizará la patrulla ciudadana Ford Crown Victoria, son unidades rápidas pero fáciles de perder. Los patrulleros chocarán al jugador para derribarlo.
- Nivel 2: sumado a las patrullas Ford, se unirán las patrullas estatales Dodge Charger SRT-8, más rápidas y resistentes. Los derribos serán más constantes.
- Nivel 3: las patrullas Dodge dirigirán la persecución. Los derribos serán más fuertes y los bloqueos serán más frecuentes, ocasionalmente aparecerán las patrullas federales Chevrolet Corvette Grand Sport a la persecución, las cuales son muy rápidas, aunque poco  resistentes. Aparecerán algunos bloqueos, sin embargo, a diferencia de entregas anteriores, las patrullas no estarán en ellos, siendo cercas y muros los que frenarán al corredor.
- Nivel 4: las patrullas Corvette dirigirán la persecución. Se utilizarán por primera vez bandas de clavos que inhabilitarán la conducción. Además, se sumará el helicóptero policial que rastreará al corredor.
- Nivel 5: se les suma a los patrulleros del nivel 4 las camionetas Rhino de la SWAT, que son sumamente pesadas e inmovilizarán al corredor. Los bloqueos ocuparán toda la calle y las bandas de clavos, impactos, derribos y contacto con el helicóptero serán mucho más frecuentes.

El modo de enfriamiento se activará una vez que el jugador haya perdido a los policías: al pasar unos segundos escondido y/o alejado, se evadirá la persecución. El jugador puede ser arrestado si la policía lo rodea un tiempo considerable o si su coche es destruido. El coche puede ser reparado si pasa por unas gasolineras, aunque la cantidad de reparaciones es limitada por noche. Si el jugador es arrestado, será obligado a pagar la multa correspondiente, lo que puede hacer que pierda decenas de miles de dólares, además que acabará su jornada. A diferencia de entregas como Most Wanted o Carbon, el jugador no recibirá imposiciones que ocasionen que pierda el coche.

## Desarrollo
El juego fue revelado con un avance lanzado el 14 de agosto de 2019, seguido de un avance del juego lanzado el 20 de agosto de 2019. El juego fue lanzado el 8 de noviembre de 2019.

## Recepción
Need for Speed Heat recibió críticas "generalmente favorables" para la versión de Xbox One, mientras que las versiones de PlayStation 4 y Windows recibieron críticas "mixtas o promedio", según el agregador de revisiones Metacritic. En otros sitios web recibió reseñas mayormente positivas.